# Simon Moutquin

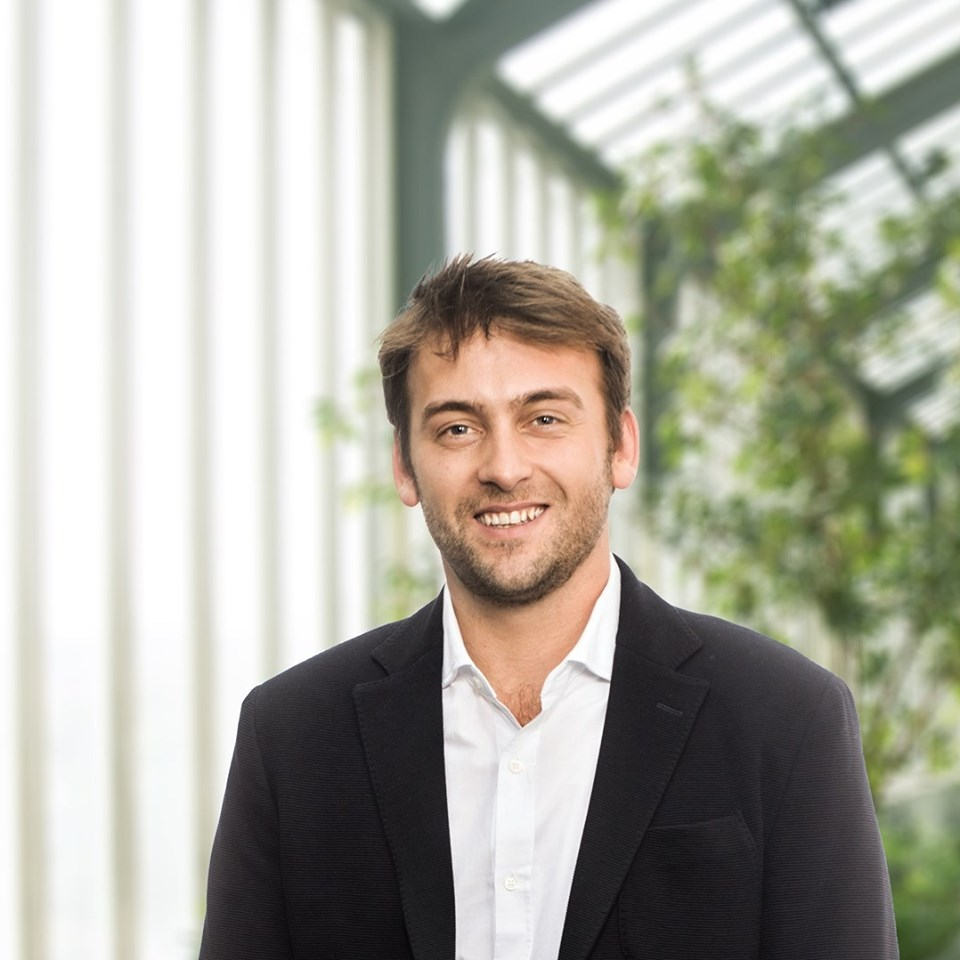
Simon Moutquin.

Simon Moutquin (Ottignies-Louvain-la-Neuve, 3 september 1987) is een Belgisch politicus voor Ecolo.

## Levensloop
Moutquin behaalde in 2013 een master bevolkings- en ontwikkelingswetenschappen aan de ULB. Hij was stagiair-projectmanager bij de ngo's SolSoc en Ma'an Development Center. Van 2014 tot 2019 werkte hij als mobilisatie- en campagneverantwoordelijke bij de Association Belgo-Palestinienne, een ngo die de rechten van de Palestijnen verdedigt.
Hij werd politiek actief voor Ecolo en was voor deze partij van 2012 tot 2014 gemeenteraadslid van Chastre.
Bij de verkiezingen van 26 mei 2019 werd hij verkozen tot lid van de Kamer van volksvertegenwoordigers in de kieskring Waals-Brabant. Als parlementslid legde Moutquin zich toe op het asiel- en migratiebeleid en onderwerpen als het Midden-Oosten, de verdediging van de mensenrechten en de strijd tegen racisme, homofobie en extreemrechtse ideeën. Van 2019 tot 2024 zetelde hij ook in de Parlementaire Vergadering van de Raad van Europa, waar hij vanaf 2023 voorzitter was van de commissie Sociale Zaken, Volksgezondheid en Leefmilieu. Bij de federale verkiezingen van 9 juni 2024 werd Moutquin niet herkozen.